# Kadina
Kadina – w imperium osmańskim należąca do haremu sułtańskiego kobieta o wyższym od innych statusie, metresa. Kadinie przysługiwały szczególnie obfite apanaże, służba, apartament i inne przywileje. Tytułu tego używano od początku XVII wieku, a do oficjalnego użytku wszedł pod koniec tego wieku.